# Geophis sartorii
Geophis sartorii (наземна слимакоїдна змія) — вид змій родини полозових (Colubridae). Мешкає в Мексиці і Центральній Америці. 

## Підвиди
Виділяють два підвиди:
- Geophis sartorii macdougalli (Smith, 1943);
- Geophis sartorii sartorii (Cope, 1863).

## Поширення і екологія
Наземні слимакоїдні змії мешкають на атлантичних схилах Мексики (на південь від Сан-Луїс-Потосі) на південь до Гондураса, зокрема на півострові Юкатан, та на тихоокеанських схилах від Чіапаса до Коста-Рики. Вони живуть у вологих і сухих тропічних лісах, на висоті до 2000 м над рівнем моря.